# Крыловка (Бакчарский район)
Крыло́вка — деревня в Бакчарском районе Томской области, Россия. Входит в состав Высокоярского сельского поселения.
Население — ↘107 (2021).

## История
Деревня ставшая местом размещения ссыльных, репрессированных спецпереселенцев, в 1930-е годы.
Наиболее ярко описана история тех мест в прозе Валерия Старовойтова «Восставшие в аду».

## География
Деревня расположена у трассы Р399 на севере Бакчарского района, у самой административной границы с Чаинским районом. Через населённый пункт протекает река Парбиг. В 1,5 км к северу от Крыловки находится озеро Большое Болотное.

## Население
| 2002 | 2010 | 2012 | 2013 | 2014 | 2015 | 2021 |
| ---- | ---- | ---- | ---- | ---- | ---- | ---- |
| 281  | ↘218 | ↘172 | ↗174 | ↗185 | ↘175 | ↘107 |

## Местное самоуправление
Глава поселения — Светлана Степановна Брунгард.

## Социальная сфера и экономика
В деревне работают специальная коррекционная школа-интернат, библиотека и фельдшерско-акушерский пункт.
Действуют несколько частных предпринимателей, работающих в сфере сельского хозяйства и розничной торговли.